# Darvydas Šernas
Darvydas Šernas (* 22. července 1984, Alytus, Litevská SSR, Sovětský svaz) je litevský fotbalový útočník nebo záložník, který hraje v klubu FK Atlantas. Je rovněž litevským reprezentantem.
V roce 2010 získal v Litvě ocenění Fotbalista roku.

## Klubová kariéra
V Litvě působil v klubech FK Dainava Alytus a FK Vėtra. S FK Vėtra se probojoval do Poháru UEFA, kde klub vypadl v předkole s norským Vikingem Stavanger po výsledcích 1:0 a 0:2. Šernas absolvoval obě dvě utkání.
Poté odešel v roce 2008 do Ruska na hostování do klubu PFK Spartak Nalčik, zde se však neprosadil. Odehrál zde pouze 4 střetnutí, aniž by vstřelil branku.
Následoval přestup do polského Widzew Łódź a později do Zagłębie Lubin. Za své výkony v polské lize získal v Litvě ocenění „Fotbalista roku 2010“.
Od ledna do června 2013 byl na hostování v tureckém Gaziantepsporu, po ukončení sezóny do klubu přestoupil. V lednu 2014 odešel na hostování do konce sezony 2013/14 do australského klubu Perth Glory FC. Při svém debutu 31. ledna 2014 proti Melbourne Victory FC vstřelil krátce po příchodu na hřiště vyrovnávající branku svého nového týmu, zápas tak skončil remízou 1:1.

## Reprezentační kariéra

### A-mužstvo
V A-mužstvu litevské reprezentace debutoval 31. května 2008 v přátelském utkání s Estonskem, který se hrál v Lotyšsku. První gól si připsal na konto 11. února 2009 v přátelském zápase proti Andoře, kde v 53. minutě zvyšoval na 2:0. Střetnutí hrané v Portugalsku skončilo vítězstvím Litvy 3:1.
7. září 2010 zařídil svým gólem vítězství 1:0 na Andrově stadionu v Olomouci nad favorizovaným národním týmem České republiky v kvalifikaci na EURO 2012. Hned v následujícím kvalifikačním utkání 8. října 2010 dal gól i Španělům na jejich domácím stadionu v Salamance, ale k bodovému zisku to nevedlo, Španělsko zvítězilo 3:1. Proti ČR se gólově prosadil i v domácím odvetném kvalifikačním utkání 11. října 2011, tentokrát pouze mírnil konečnou porážku Litvy 1:4 (v 68. minutě upravoval z pokutového kopu na průběžných 1:3). Celkem vstřelil během této kvalifikace 3 góly. Litva skončila s 5 body na čtvrté příčce základní skupiny I, což znamenalo nepostup na evropský šampionát.
22. března 2013 zkomplikoval v Žilině situaci domácímu Slovensku, když vstřelil v 19. minutě vedoucí gól v kvalifikačním utkání skupiny G o postup na MS 2014 v Brazílii. Slovensko stačilo pouze vyrovnat, zápas skončil nakonec remízou 1:1.

### Reprezentační góly
Góly Darvydase Šernase za A-mužstvo Litvy
| 010                   | 11. 2. 2009  | Albufeira, Portugalsko                      | Andorra   | 02:0 0(53.) | 3:1 | přátelské utkání         |
| 02                    | 7. 9. 2010   | Andrův stadion, Olomouc, Česko              | Česko     | 00:1 0(26.) | 0:1 | kvalifikace na EURO 2012 |
| 03                    | 8. 10. 2010  | Estadio El Helmántico, Salamanca, Španělsko | Španělsko | 01:1 0(54.) | 3:1 | kvalifikace na EURO 2012 |
| 04                    | 11. 10. 2011 | Kaunas, Litva                               | Česko     | 01:3 0(68.) | 1:4 | kvalifikace na EURO 2012 |
| 05                    | 22. 3. 2013  | Štadión pod Dubňom, Žilina, Slovensko       | Slovensko | 00:1 0(19.) | 1:1 | kvalifikace na MS 2014   |
| Platí k 8. únoru 2014 |              |                                             |           |             |     |                          |

## Úspěchy

### Individuální
- Fotbalista roku v Litvě (2010)[2]